# Les Frères Cœur-de-lion
Pour le film, voir Les Frères Cœur de Lion (film).
Les Frères Cœur-de-lion (en suédois Bröderna Lejonhjärta) est un roman jeunesse et fantasy écrit par Astrid Lindgren. Il a été publié à l'automne 1973 et a été traduit en 46 langues. Plusieurs de ses thèmes sont inhabituellement sombres et profonds pour un livre pour enfants. La maladie, la mort, la tyrannie, la trahison et la rébellion sont quelques-uns des thèmes sombres qui imprègnent l'histoire. Les thèmes plus légers du livre impliquent l'amour fraternel, la loyauté, l'espoir, le courage et le pacifisme.
Les deux personnages principaux sont deux frères : le plus vieux, Jonathan, et le plus jeune, Karl. Le nom des deux frères était à l'origine Lion, mais ils sont surnommés Cœur-de-Lion dans leur épopée. Karl est également surnommé Biscotin par son grand frère, parce qu'il aime bien les biscottes.
À Nanguiyala, un pays encore à « l'époque des feux de camp et des contes », les frères vivent leurs premières aventures. En collaboration avec un groupe de résistance, ils mènent la lutte contre le malfaisant Tenguil, qui impose un régime de terreur grâce au soutien de Katla, un dragon cracheur de feu.

## Intrigue
Karl est un petit garçon malade qui vit dans une ville suédoise avec sa mère couturière et son grand frère Jonathan. Alité, depuis six mois Karl ne peut plus aller à l'école. Il tousse beaucoup et ne peut plus marcher. Son frère est pour lui sa seule source de joie. Un jour alors qu'il se repose les yeux fermés, Karl entend une cliente de sa mère parler de sa propre mort. Karl comprend alors que sa famille, ses camarades de classe et toutes les clientes de sa mère savent qu'il est condamné. Pour ne pas faire de la peine à sa mère, Karl feint de n'avoir rien entendu mais en parle le soir à Jonathan. Celui-ci lui avoue qu'il va effectivement mourir, mais qu'ils ne seront pas séparés. Après sa mort, Karl rejoindra un pays merveilleux où il sera libre et guéri : Nanguiyala. Cependant, un incendie se déclare dans l'immeuble où vit la famille Lion. Jonathan découvre en rentrant de l'école que son frère est prisonnier de leur appartement en flammes. N'écoutant que son courage, Jonathan parvient à rentrer dans l'immeuble et à rejoindre Karl. Ne pouvant rejoindre une sortie, Jonathan saute par la fenêtre en essayant de protéger Karl dans leur chute. Jonathan succombe quelques instants après l'impact, il a juste le temps de donner rendez-vous à Karl à Nanguiyala. Jonathan reviendra voir Karl sous la forme d'une colombe blanche pour le rassurer et réitérer sa promesse de retrouvailles. Karl meurt alors pendant son sommeil, laissant à sa mère un message dans lequel il lui demande de ne pas être triste et pour lui expliquer qu'ils se retrouveront tous les trois à Nanguiyala. 
Karl se réveille alors dans un monde merveilleux : la Vallée des Cerisiers de Nanguiyala. Il vit paisiblement dans la Maison des Chevaliers avec Jonathan, faisant tout ce qu'il rêvait de faire alors qu'il était encore prisonnier de son corps malade. Il découvre cependant bien vite qu'un danger plane au-dessus de la Vallée des Cerisiers. En effet l'autre région du pays, la Vallée des Églantiers, est occupée par le pays voisin, Karmannyaka, dirigé par le terrible Tenguil, et ce dernier projette de soumettre également la Vallée des Cerisiers.